# Анна Амалия фон Насау-Вайлбург
Анна Амалия фон Насау-Вайлбург (на немски: Anna Amalia von Nassau-Weilburg; * 12 октомври 1560, Вайлбург; † 6 януари 1634, Страсбург) е графиня от Насау-Вайлбург и чрез женитба графиня на Золмс, господарка на Зоневалде и Поух.

## Произход
Тя е най-възрастната дъщеря, първото дете от 14 деца, на граф Албрехт фон Насау-Вайлбург (1537 – 1593) и Анна фон Насау-Диленбург (1541 – 1616), дъщеря на граф Вилхелм фон Насау (1487 – 1559) и втората му съпруга Юлиана фон Щолберг (1506 – 1580). Сестра е на Лудвиг II (1565 – 1627) и Анна Отилия (1582 – 1635), омъжена за граф Вилхелм II фон Зайн-Витгенщайн (1569 – 1623).

## Фамилия
Анна Амалия се омъжва на 9 септември 1581 г. в Отвайлер в Саарланд за граф Ото фон Золмс-Зоневалде (* 25 юни 1550, Зоневалде; † 29 януари 1612, Зоневалде), син на граф Фридрих Магнус I фон Золмс-Лаубах (1521 – 1561). Те имат децата:
- Анна
- Агнес († 1587)
- Анна Мария (1585 – 1634), омъжена на 26 януари 1609 г. в Зоненвалде за граф Филип Ернст фон Хоенлое-Лангенбург (1584 – 1628), родители на Хайнрих Фридрих фон Хоенлое-Лангенбург
- Доротея (1586 – 1625), омъжена на 30 ноември 1616 г. в Нойенщайн за пфалцграф Георг Вилхелм фон Пфалц-Цвайбрюкен-Биркенфелд (1591 – 1669)
- Ото († 1587)
- Анна Отилия (1590 – 1612)
- Фридрих Алберт (1592 – 1615)
- Филип Ото (1597)